# Yakovlev Yak-130
O Yakovlev Yak-130 (designação da OTAN: Mitten) é um caça subsônico para treino avançado e ataque leve desenvolvido pela empresa russa Yakovlev. O projeto do seu desenvolvimento começou em 1991 e o primeiro voou foi realizado em 1996. Em 2002, ele ganhou a competição para se tornar o caça padrão de treinamento do governo russo e em 2009 começou a ser produzido em massa para a Força Aérea da Rússia. Avançado tecnologicamente e extremamente ágil, ele é considerado um dos melhores aviões do seu tipo. Ele também pode realizar ataques leves (carregando até 3 000 kg de bombas e mísseis), além de também poder fazer missões de reconhecimento.

## Utilizadores
- Argélia - 16 aeronaves[carece de fontes?]
- Bangladesh - 24 aeronaves encomendadas[8]
- Bielorrússia - 4 aeronaves[9]
- Rússia - 56 aeronaves[10][11][12]
- Síria - 36 aeronaves encomendadas[13][14] (nunca entregues)